# Lithiumoxid
Lithiumoxid ist eine chemische Verbindung, die aus Lithium und Sauerstoff aufgebaut ist. Es wird zur Herstellung von Lithiumniobat sowie als Zusatzstoff in Keramiken und Gläsern benutzt.

## Gewinnung und Darstellung
Lithiumoxid kann durch Verbrennung von Lithium oder durch thermische Zersetzung von Lithiumperoxid oder Lithiumhydroxid hergestellt werden.
{\displaystyle \mathrm {4\ Li+O_{2}\longrightarrow \ 2\ Li_{2}O} }
{\displaystyle \mathrm {2\ Li_{2}O_{2}{\xrightarrow {195^{\circ }C}}\ 2\ Li_{2}O\ +O_{2}} }
{\displaystyle \mathrm {2\ LiOH\longrightarrow Li_{2}O+H_{2}O} }

## Eigenschaften
Lithiumoxid ist ein weißer, geruchloser Feststoff. Er hat eine Kristallstruktur vom Anti-Flussspat-Typ (a = 4,611 Å). Die Standardbildungsenthalpie von Lithiumoxid beträgt ΔHf0 = −599,1 kJ/mol(Li2O) = −20,05 MJ/kg(Li2O) = −299,1 kJ/mol(Li)  = −43,16 MJ/kg(Li) = ~−12 kWh/kg(Li).

## Verwendung
Lithiumoxid dient als Ausgangsstoff zur Herstellung von Lithiumniobat. Des Weiteren kann es als Zusatzstoff zur Herstellung von Keramiken und Gläsern eingesetzt werden.
Auch in Fusionsreaktoren kann es eingesetzt werden.